# Wasfi al-Tal

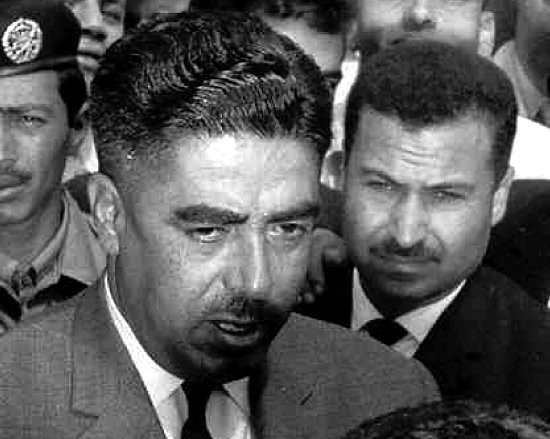

Wasfi al-Tal (também Wasfi Tel) (1920 - 28 de novembro de 1971) (em árabe: وصفي التل) foi primeiro-ministro da Jordânia por três mandatos separados. Em 1971, ele foi assassinado pela unidade Setembro Negro da Organização pela Libertação da Palestina diante de um hotel no Cairo. Tal foi primeiro-ministro e ministro da Defesa durante o levante Setembro Negro pelos palestinos em 1970. Ele ganhou a ira dos líderes da OLP pelo seu papel na repressão da revolta.
Foi a terceira alta personalidade política jordaniana assassinada entre 1951 e 1971; os dois primeiros foram o Rei Abdullah e Hazza Majali, o primeiro-ministro da Jordânia.
| Precedido por Bahjat Talhouni | Primeiro-ministro da Jordânia 1962–1963 | Sucedido por Samir al-Rifai     |
| Precedido por Bahjat Talhouni | Primeiro-ministro da Jordânia 1965–1967 | Sucedido por Hussein ibn Nasser |
| Precedido por Ahmad Toukan    | Primeiro-ministro da Jordânia 1970–1971 | Sucedido por Ahmad al-Lawzi     |